# 鈴木恕
鈴木 恕（すずき ひろし、1925年 - ）は、日本の化学者。

## 履歴
神奈川県生まれ。
東京文理科大学生物学科を卒業後、東京教育大学教授を経て、その後筑波大学教授。学位は理学博士。
専攻は植物生理学・生化学で、「植物細胞とプラスチド」をテーマに研究。

## 著書
- 江原有信、千原光雄との共著1978『生物』大原出版
- 植田利喜造との共著解明生物文英堂

## 趣味
写真・魚釣り。